# Gerechter Übergang
Gerechter Übergang oder Just Transition bezeichnet politische Ansätze, soziale Gerechtigkeit in die Energiewende im Rahmen des Klimawandels miteinzubeziehen. Durch Ansätze eines gerechten Übergangs sollen Arbeiter und Regionen, die besonders von einem Umstieg fossiler Brennstoffe auf erneuerbare Energien betroffen wären, unterstützt werden und Klimagerechtigkeit für gegenwärtige und zukünftige Generationen erreicht werden.

## Mechanismen
Der Internationale Gewerkschaftsbund geht davon aus, dass Gesetze für einen gerechten Übergang landesspezifische Unterschiede aufweisen müssen, schlug 2015 aber auch fünf Maßnahmen vor, die für alle Länder weltweit gelten:
- Investitionen in Sektoren und Technologien, die viele Arbeitsplätze schaffen, wenige Treibhausgasemissionen ausstoßen und Menschen- und Arbeiterrechte respektieren
- Dialog mit Gewerkschaften und Arbeitgebern
- Erforschung von Auswirkungen von Klimagesetzen auf Gesellschaft und Arbeitsmarkt, Training von Arbeitskräften für Kenntnisse, die in neuen Sektoren und Technologien benötigt sind
- Soziale Absicherung für betroffene Arbeiter sowie aktive Steuerung des Arbeitsmarktes
- Lokale Pläne und Unterstützung zur Stabilisierung von Regionen im Übergang

## Europäische Union
Die Europäische Union hat einen Mechanismus des gerechten Übergangs als Teil der Klimastrategie European Green Deal eingeplant. Zwischen 2021 und 2027 sollen Regionen innerhalb der Europäischen Union, deren Arbeitsmarkt und wirtschaftliche Stärke besonders abhängig sind von fossilen Brennstoffen, finanziell unterstützt werden, um negative gesellschaftliche und wirtschaftliche Folgen der Energiewende abzufangen.
Der Just Transition Fund (JTF) wurde mit 17 Mrd. Euro ausgestattet und soll Gesamtinvestitionen von 30 Mrd. Euro bewirken.